# Zsennyei tölgy
A zsennyei tölgy Vas vármegyei Zsennye községtől délkelet, keleti irányban található, a Rába árterén tenyésző tekintélyes méretű és korú, 1958-tól természetvédelem alatt álló kocsányos tölgy. A hagyomány ezer évesnek tartja, és ezeréves tölgyként is emlegetik, ámvalójában ennél sokkal fiatalabb.

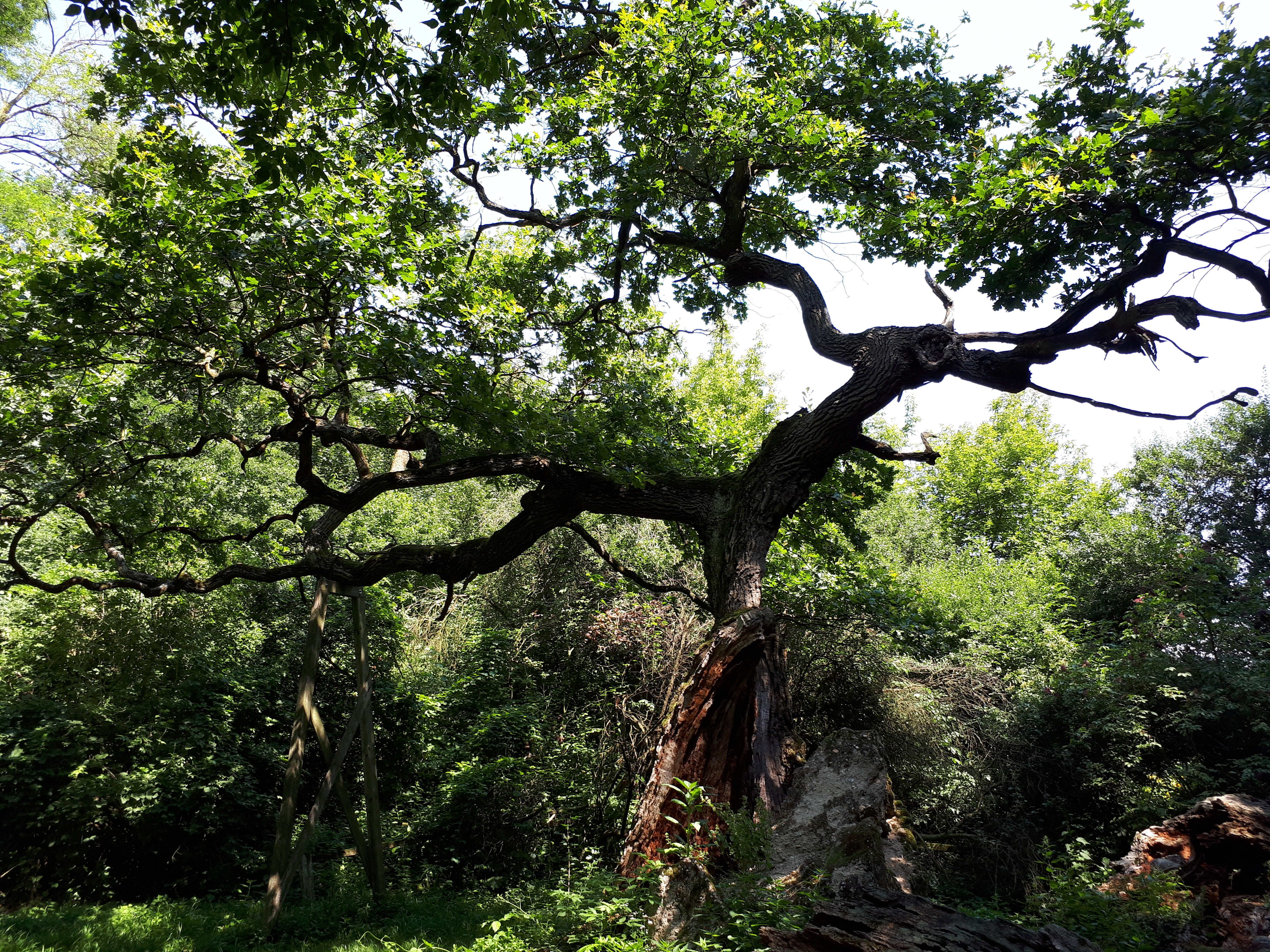
Zsennye, 1000 éves tölgy

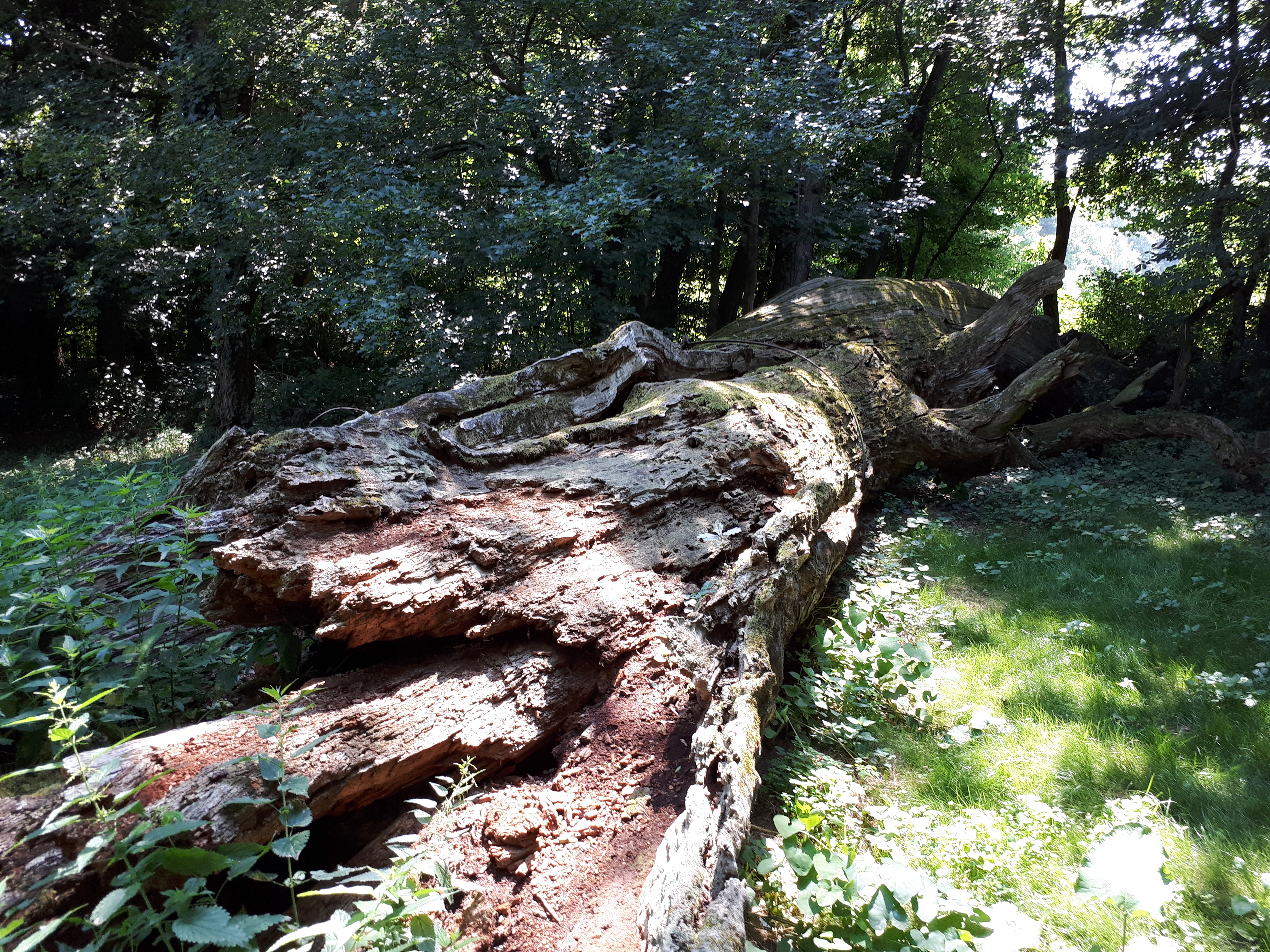
A zsennyei 1000 éves tölgy kidőlt déli törzsrésze

2006-ig már csak a déli oldalán lévő ág alsó részén hajtott ki, dacolva az idővel és a korral. Belseje teljesen üres, olyan nagy mérvű ürege volt, hogy tizennégy gyerek is könnyen elfért benne. Az üreget bebetonozták, hogy megóvják, de az a fától nedvességet vont el. A két nagy ágát vaskengyellel kötötték össze, hogy a fa kettérepedését és az ágak leszakadását meggátolják. Magassága 23 méter volt, kerülete meghaladta a tíz métert. 1932-ben Pauer Arnold 930 cm kerületű faként említette. Leírása szerint a fa annak ellenére, hogy óriás üreg volt benne, teljesen épnek látszott, „dús lombozatú, és tele van virággal”. Az elmúlt 70 évben a fa egyre rosszabb állapotba került, és már csak az északi törzsrész tartott magán élő, lombozattal díszített ágat.
A zsennyei tölgy Magyarország legidősebbnek tartott fája volt, amíg 2006 tavaszán egy vihar majdnem végleg elpusztította.
Ezeréves tölgyként is ismerték, mert bár pontos korát nem határozták meg, a becslések szerint Szent István király korában már élhetett. 2006 előtti évtizedekben azonban már kiszáradóban volt, csak törzsének északi részén volt lombos ág. Azonban túlélte a viharokat, s a mai napig (2018) megmaradt északi része, és termést is hoz.
A fát 1958-ban védettnek nyilvánították.
Az Őrségi Nemzeti Park munkatársai három csemetét neveltek a tölgy makkjaiból, az egyik valószínűleg az ősrégi fa pusztuló csonkja mellé kerül.
A Pro Natura emlékérmet az ezeréves tölgy képe díszíti.